# Hemerodromia curvata
Hemerodromia curvata är en tvåvingeart som beskrevs av Grootaert, Yang och Saigusa 2000. Hemerodromia curvata ingår i släktet Hemerodromia och familjen dansflugor.
Artens utbredningsområde är Yunnan (Kina). Inga underarter finns listade i Catalogue of Life.